# Zygodon microgemmaceus
Zygodon microgemmaceus är en bladmossart som beskrevs av Hugh Neville Dixon 1938. Zygodon microgemmaceus ingår i släktet ärgmossor, och familjen Orthotrichaceae. Inga underarter finns listade i Catalogue of Life.